# 원텍
원텍 주식회사(Wontech)는 대한민국의 레이저 의료 기기 기업이다.